# Quintanilla de Arriba
Quintanilla de Arriba es un municipio y localidad perteneciente a la provincia de Valladolid, comunidad autónoma de Castilla y León. Tiene una superficie de 28,18 km² con una población de 158 habitantes y una densidad de 5,61 hab/km². Pertenece a la comarca de Campo de Peñafiel.

## Geografía
Integrado en la comarca de Campo de Peñafiel, se sitúa a 47 kilómetros de la capital provincial. El término municipal está atravesado por la carretera nacional N-122, entre los pK 315 y 321. El relieve del municipio está definido por la ribera del río Duero al norte, que hace de límite municipal, y por un terreno más irregular por el centro y el sur formado por cárcavas, arroyos y montes dispersos. La altitud oscila entre lo 892 metros en el monte La Encina y los 730 metros a orillas del Duero. El pueblo se alza a 767 metros sobre el nivel del mar.
| Noroeste: Quintanilla de Onésimo | Norte: Valbuena de Duero | Noreste: Pesquera de Duero |
| Oeste: Quintanilla de Onésimo    |                          | Este: Peñafiel             |
| Suroeste: Cogeces del Monte      | Sur: Langayo             | Sureste: Manzanillo        |

## Historia
1437: El concejo de Quintanilla tenía arrendada la Granja de Mombiedro en 15 cargas de trigo (1750 kg) y 15 de cebada (1300 kg) puestas en el Monasterio de S. Bernardo el día de S. Antolín.
En 1895 se abrió al tráfico la línea Valladolid-Ariza, que permitió la conexión de la comarca con el resto de la red ferroviaria española. El municipio contaba con una estación de ferrocarril propia, que disponía de un edificio de pasajeros e instalaciones para mercancías. La línea fue cerrada al tráfico de pasajeros en enero de 1985 por ser considerada deficitaria.

### Arqueología
- En el Pico del Castro se han encontrado restos de cerámica.
- En El Valle se han encontrado pizarras, cerámicas y un hacha de piedra pulimentada.

## Demografía
Cuenta con una población de 155 habitantes (INE 2024).
| Gráfica de evolución demográfica de Quintanilla de Arriba entre 1842 y 2021                                           |
| |
| Población de derecho según los censos de población del INE. Población de hecho según los censos de población del INE. |